# Hydropsyche auricolor
Hydropsyche auricolor is een schietmot uit de familie Hydropsychidae. De wetenschappelijke naam van de soort werd voor het eerst geldig gepubliceerd in 1905 door Georg Ulmer.
De soort komt voor in het Neotropisch en het Nearctisch gebied. De exemplaren die Ulmer beschreef waren afkomstig uit Mexico en werden bewaard in het Parijse Muséum national d'histoire naturelle.